# Штольк
Штольк (нім. Stolk) — громада в Німеччині, розташована в землі Шлезвіг-Гольштейн. Входить до складу району Шлезвіг-Фленсбург. Складова частина об'єднання громад Зюдангельн.
Площа — 14,54 км2. Населення становить 797 ос. (станом на 31 грудня 2020).